# Bahariasaurus
Bahariasaurus (có nghĩa là "thằn lằn Bahariya") là một chi khủng long theropoda lớn được tìm thấy tại thành hệ Bahariya ở El-Waha el-Bahariya hay ốc đảo Bahariya (tiếng Ả Rập: الواحة البحرية có nghĩa là "ốc đảo phía Bắc") tại Ai Cập và lòng sông Kem Kem của Bắc Phi, nó sống vào cuối kỷ Phấn trắng (thời kỳ Cenomania) khoảng 95 triệu năm trước. Nó là một chi rất lớn, trong phạm vi kích thước tương tự như các chi Tyrannosaurus và Carcharodontosaurus cùng thời.
Loài điển hình, B. ingens, được mô tả bởi Ernst Stromer năm 1934, mặc dù mẫu vật điển hình đã bị phá hủy vào Thế chiến II. Bahariasaurus từng bị đặt vào nhiều nhóm theropoda, bao gồm Carcharodontosauridae (Rauhut năm 1995) và Tyrannosauroidea (Chure năm 2000). Nó có thể là đồng nghĩa với Deltadromeus, một therapoda sống vào cuối kỷ Creta ở Bắc Phi. Cần nhiều mẫu vật hơn để việc phân loại được chính xác, và xác định mối quan hệ với Deltadromeus.